# Virginia Wade
Virginia Wade, OBE (Bournemouth, 10 de julho de 1945) é uma ex-tenista profissional britânica, que foi número 1 de duplas e 2 de simples. Ela foi vencedora de três Grand Slam em simples, o US Open de 1968, o Australian Open de 1972 e Wimbledon de 1977.

## Grand Slam finais

### Simples: 3 (3 títulos, 0 vice)
| Posição | Ano  | Campeonato          | Piso  | Oponente         | Placar        |
| ------- | ---- | ------------------- | ----- | ---------------- | ------------- |
| Campeã  | 1968 | US Open             | Grama | Billie Jean King | 6–4, 6–2      |
| Campeã  | 1972 | Aberto da Austrália | Grama | Evonne Goolagong | 6-4, 6-4      |
| Campeã  | 1977 | Wimbledon           | Grama | Betty Stöve      | 4–6, 6–3, 6–1 |

### Duplas: 10 (4 títulos, 6 vices)
| Posição | Ano  | Campeonato          | Piso   | Parceira       | Oponentes                         | Placar           |
| ------- | ---- | ------------------- | ------ | -------------- | --------------------------------- | ---------------- |
| Vice    | 1969 | US Open             | Grama  | Margaret Court | Françoise Dürr Darlene Hard       | 0–6, 6–4, 6–4    |
| Vice    | 1970 | Wimbledon           | Grama  | Françoise Dürr | Rosie Casals Billie Jean King     | 6–2, 6–3         |
| Vice    | 1970 | US Open             | Grama  | Rosie Casals   | Margaret Court Judy Tegart Dalton | 6–3, 6–4         |
| Vice    | 1972 | US Open             | Grama  | Margaret Court | Françoise Dürr Betty Stöve        | 6–3, 1–6, 6–3    |
| Campeã  | 1973 | Aberto da Austrália | Grama  | Margaret Court | Kerry Harris Kerry Melville       | 6–4, 6–4         |
| Campeã  | 1973 | Roland Garros       | Saibro | Margaret Court | Françoise Dürr Betty Stöve        | 6–2, 6–3         |
| Campeã  | 1973 | US Open             | Grama  | Margaret Court | Rosie Casals Billie Jean King     | 2–6, 6–3, 7–5    |
| Campeã  | 1975 | US Open             | Saibro | Margaret Court | Rosie Casals Billie Jean King     | 7–5, 2–6, 7–6(5) |
| Vice    | 1976 | US Open             | Saibro | Olga Morozova  | Linky Boshoff Ilana Kloss         | 6–1, 6–4         |
| Vice    | 1979 | Roland Garros       | Saibro | Françoise Dürr | Betty Stöve Wendy Turnbull        | 3–6, 7–5, 6–4    |

## WTA finals

### Duplas: 2 (1 title, 1 runner–up)
| Posição | Ano  | Campeonato    | Piso    | Parceira       | Oponentes                       | Placar              |
| ------- | ---- | ------------- | ------- | -------------- | ------------------------------- | ------------------- |
| Campeã  | 1975 | Los Angeles   | Carpete | Margaret Court | Rosie Casals Billie Jean King   | 6–7(2), 7–6(2), 6–2 |
| Vice    | 1977 | New York City | Carpete | Françoise Dürr | Martina Navrátilová Betty Stöve | 7–5, 6–3            |